# Basílica de San Jacinto (Chicago)
La Basílica de San Jacinto (en inglés: Basilica of St. Hyacinth) Es una iglesia católica histórica de la archidiócesis de Chicago, situada en 3636 West Wolfram Street en el barrio Avondale de la ciudad de Chicago, Illinois en Estados Unidos.
Es un buen ejemplo del llamado "estilo de la catedral polaca" en las iglesias, tanto en su opulencia como en su gran escala. Junto con monumentales edificios religiosos como Santa María de los Ángeles, San Hedwig y San Wenceslao, es una de las muchas iglesias monumentales polacas visibles desde la autopista Kennedy.
Fundada en 1894 por los resurreccionistas como la primera parroquia polaca de la ciudad, St. Stanislaus Kostka, la iglesia se convirtió en el centro del sector polaco más conocido de Chicago, Jackowo. La parroquia ha estado íntimamente vinculada con los inmigrantes polacos de Chicago, en particular los que llegaron con las olas de Solidaridad y Post-Solidaridad en la década de 1980. El 26 de junio de 2003, el Papa Juan Pablo II concedió al templo el estatus de basílica menor, siendo la tercera iglesia en Illinois en alcanzar esa condición.

## Véase también

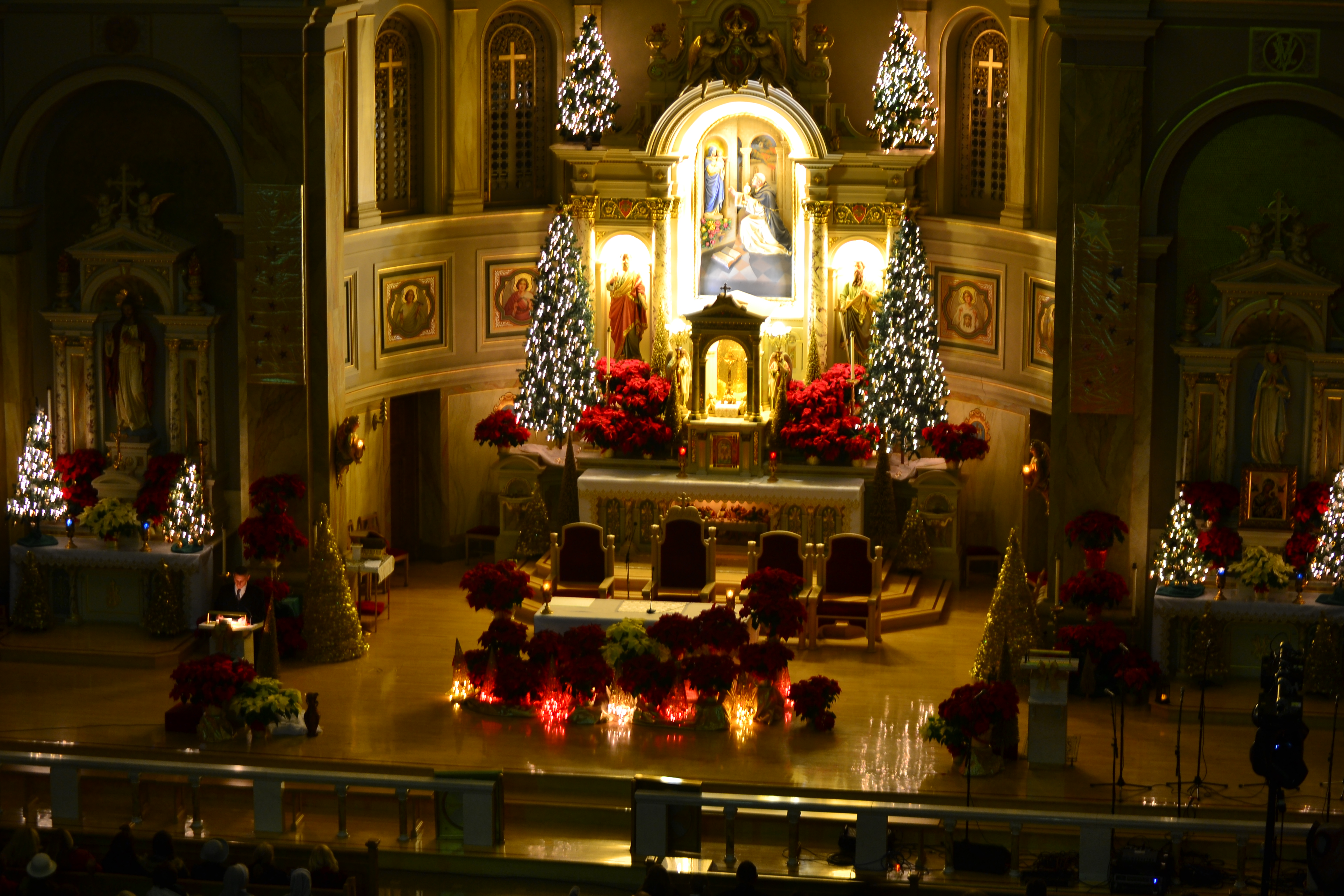
Vista interna en la Navidad de 2012